# Svaliava
Svaliava (en ucraniano: Свалява) es una ciudad ucraniana perteneciente al óblast de Transcarpacia. Situada en el suroeste del país, es parte del raión de Mukáchevo y centro del municipio (hromada) homónimo.

## Nombres
Hay nombres múltiples por la ciudad: en alemán: Schwalbach; en eslovaco: Svaľava; en húngaro: Szolyva; en rumano: Svaliava; en ruso: Свалява; en ucraniano: Свалява; y en yidis: סוואליאווע‎,

## Demografía
En el censo ucraniano de 2001, la ciudad tiene:
- Ucranianos: 94.5%
- Rusos étnicos: 1.5%
- Húngaros étnicos: 0.7%
- Eslovacos étnicos: 0.6%

## Historia
Según el censo de 1910, 26% de la población fue Judíos. La población judía fue deportada a Auschwitz por el gobierno húngaro en mayo de 1944 y asesinada por los alemanes. Después de la Segunda Guerra Mundial, las autoridades soviéticas mataron a 10.000 alemanes y húngaros étnicos en un campamento cerca de la ciudad.

## Ubicación
Svaliava se encuentra al noreste de Mukáchevo y al este de Úzhgorod.

## Galería
|                           |
| La iglesia de San Nicolás |

|                                     |
| Sinagoga históricamente en Svaliava |

|                             |
| Sinagoga hoy, una panadería |

|               |
| Panteón Judío |

|                                                |
| Monumento a los alemanes y húngaros asesinados |